# Take Offs and Landings
Take Offs and Landings es el álbum debut de la banda estadounidense de indie rock Rilo Kiley, publicado originalmente en 2001 baji Rilo Records, y poco después en el sello independiente Barsuk Records. Fue lanzado por primera vez en vinilo el 15 de marzo de 2011.
De todos los álbumes de Rilo Kiley, Take Offs and Landings contiene la mayoría de las canciones cantadas por el miembro de la banda Blake Sennett, quien canta en «August», «Small Figures in a Vast Expanse», «Rest of My Life» y una pista oculta. Jenny Lewis canta en las demás canciones, a excepción de las pistas instrumentales «Variations on a Theme (Science vs. Romance)» y «Variations on a Theme (Plane Crash in C)».
La pista oculta del álbum, la cual no apareció en la primera edición, se titula oficialmente «Spectacular Views». Sin embargo, dado que una canción posterior de Rilo Kiley (el tema de cierre de The Execution of All Things) tiene el mismo nombre, a menudo se la conoce como «Salute My Shorts!», en referencia al papel actoral de Sennett en el programa de televisión de Nickelodeon Salute Your Shorts.
Hasta julio de 2006, el álbum vendió 66.000 copias en los Estados Unidos.

## Recepción de la crítica
Bret Love, escribiendo para AllMusic, comentó: “El álbum de 13 canciones tiene algunos puntos débiles — la voz quebrada del guitarrista Blake Sennett lo hace sonar como el nervioso hermano menor de Elliott Smith en «Small Figures in a Vast Expanse», mientras que algunas de las canciones de ritmo lento ralentizan el impulso del álbum — pero los números más fuertes como el magnífico vals cargado de cornos franceses de «Don't Deconstruct» son el sonido de una banda joven que se está consolidando.
En una reseña negativa, Alison Fields de Pitchfork, le dio una calificación de 4 sobre 10 y comentó: “Lo peor que podría decir es que esto es olvidable”. El sitio web Sputnikmusic también le dio una reseña negativa, escribiendo: “Con todas sus fallas, Take-Offs & Landings no es imposible de escuchar, y es por eso que no puedo odiar este álbum. Sí, a veces es aburrido y se convierte en una tarea para escuchar. Sin embargo, canciones como «Pictures of Success» y «Plane Crash in C» son bastante agradables y salvan este álbum. Jenny Lewis es un talento maravilloso y podría beneficiarse de una mejor composición de canciones. Rilo Kiley ciertamente tiene el potencial para hacer grandes canciones, y se nota en canciones como «Science vs. Romance».

## Lista de canciones
Todas las canciones escritas y compuestas por Jenny Lewis y Blake Sennett.
1. «Go Ahead» – 3:34
2. «Science vs. Romance» – 5:43
3. «Wires and Waves» – 3:18
4. «Pictures of Success» – 6:51
5. «August» – 3:18
6. «Bulletproof» – 1:57
7. «Plane Crash in C» – 5:12
8. «Variations on a Theme (Science vs. Romance)» – 3:19
9. «Small Figures in a Vast Expanse» – 2:37
10. «Don't Deconstruct» – 4:00
11. «Always» – 2:54
12. «We'll Never Sleep (God Knows We'll Try)» – 2:10
13. «Rest of My Life» – 1:35
14. «Variations on a Theme (Plane Crash in C)» – 3:35

## Créditos
Créditos adaptados desde el folleto que acompaña al CD.
Rilo Kiley
- Jenny Lewis – voz principal y coros, teclado, guitarra
- Blake Sennett – guitarra, teclado, voz principal y coros
- Pierre de Reeder – bajo eléctrico, guitarra, coros
- Dave Rock – batería, percusión

Músicos adicionales
- Phillip Watt - trompeta (4, 7, 10)
- Alex Greenwald - sintetizadores (4, 7)
- Shana Levy - teclados (1)
- Larissa Brantner - violín (10, 13)
- Aram Arsalanian - teclados (7)
- Ben Boyer - batería (12)
- Danny Cooksey - coros (2)